# Olwen Hufton
Olwen Hufton (née en 1938) est une historienne britannique du début de l'Europe moderne et une pionnière de l'histoire sociale et de l'histoire des femmes. Elle est spécialiste de l'histoire socioculturelle comparée de l'Europe occidentale de l'époque moderne, avec un accent particulier sur le genre, la pauvreté, les relations sociales, la religion et le travail. Depuis 2006, elle est chargée de recherche professorale à temps partiel au Royal Holloway de l'Université de Londres.

## Biographie
Née en 1938 à Oldham, dans le Lancashire, de Joseph et Caroline Hufton, Olwen Hufton reçoit une bourse dans un lycée local. Elle va ensuite à l'University College London (UCL), où elle rencontre Alfred Cobban, le grand historien révisionniste de la Révolution française.
La carrière universitaire de Hufton commence comme maître de conférences à l'Université de Leicester de 1963 à 1966. De Leicester, elle part à l'Université de Reading, où elle enseigne pendant plus de vingt ans ; puis à Harvard, où de 1987 à 1991, elle est la première professeure d'histoire moderne et d'études féminines de l'université. Après quatre ans en Amérique, elle revient en Europe en 1991 pour devenir professeur d'histoire et de civilisation à l'Institut universitaire européen de Florence. Six ans plus tard, en 1997, elle retourne en Grande-Bretagne pour devenir professeur d'histoire Leverhulme à Oxford. Elle prend sa retraite en 2003 et est maintenant membre émérite du Merton College. En 2006, elle rejoint Royal Holloway en tant que chargée de recherche professorale à temps partiel au département d'histoire ,.

## Honneurs et prix
Hufton est membre de la British Academy (1998) et de la Royal Historical Society. Elle est nommée Dame Commandeur de l'Ordre de l'Empire britannique (DBE) en 2004 .
Elle est titulaire de bourses honorifiques à l'UCL et au Royal Holloway ; et des diplômes honorifiques de Reading et de Southampton. L'Université de Glasgow accueille un Hufton Postgraduate Reading Group centré sur l'histoire des femmes .
En 2006, elle reçoit un Festschrift (édité par Ruth Harris et Lyndal Roper, et publié par Oxford University Press) intitulé The Art of Survival: gender and history in Europe, 1450–2000.

## Ouvrages
- Bayeux in the Late Eighteenth Century. (Oxford, 1967)
- The Poor of Eighteenth-Century France (Oxford, 1974)[4],[5],[6],[7]
- Women and the Limits of Citizenship in the French Revolution (Toronto, 1992)
- The Prospect Before her: A History of Women in Western Europe, I: 1500-1800 (London, 1995)
- Europe: Privilege and Protest 1730-1789 (Oxford, 2000).